# Кліфтон-Гайтс (Пенсільванія)
Кліфтон-Гайтс (англ. Clifton Heights) — місто (англ. borough) в США, в окрузі Делавер штату Пенсільванія. Населення — 6863 особи (2020).

## Географія
Кліфтон-Гайтс розташований за координатами 39°55′49″ пн. ш. 75°17′45″ зх. д. / 39.93028° пн. ш. 75.29583° зх. д. (39.930150, -75.295827).  За даними Бюро перепису населення США в 2010 році місто мало площу 1,63 км², уся площа — суходіл.

## Демографія
Згідно з переписом 2010 року, у селищі мешкали 6652 особи в 2683 домогосподарствах у складі 1665 родин. Густота населення становила 4075 осіб/км².  Було 2849 помешкань (1745/км²).
Расовий склад населення:
| - 82,3 % — білих - 11,4 % — чорних або афроамериканців - 3,3 % — азіатів - 0,2 % — корінних американців |

До двох чи більше рас належало 2,4 %. Частка іспаномовних становила 2,2 % від усіх жителів.
За віковим діапазоном населення розподілялося таким чином: 23,5 % — особи молодші 18 років, 65,4 % — особи у віці 18—64 років, 11,1 % — особи у віці 65 років та старші. Медіана віку мешканця становила 35,1 року. На 100 осіб жіночої статі у селищі припадало 96,3 чоловіків;  на 100 жінок у віці від 18 років та старших — 91,1 чоловіків також старших 18 років.
Середній дохід на одне домашнє господарство  становив 53 175 доларів США (медіана — 42 129), а середній дохід на одну сім'ю — 58 612 долари (медіана — 51 774). Медіана доходів становила 41 232 долари для чоловіків та 35 549 доларів для жінок. За межею бідності перебувало 13,3 % осіб, у тому числі 14,5 % дітей у віці до 18 років та 5,9 % осіб у віці 65 років та старших.
Цивільне працевлаштоване населення становило 3067 осіб. Основні галузі зайнятості: освіта, охорона здоров'я та соціальна допомога — 24,6 %, роздрібна торгівля — 13,5 %, науковці, спеціалісти, менеджери — 13,1 %.